# Runaway : L'Évadé du futur
Pour les articles homonymes, voir Runaway.
Pour plus de détails, voir Fiche technique et Distribution.
Runaway : L'Évadé du futur (Runaway) est un film de science-fiction américain réalisé par Michael Crichton, sorti en 1984.

## Synopsis
Dans un futur proche où les robots font partie de la vie quotidienne, le sergent Jack Ramsay est un policier spécialisé dans les interventions sur les « déviants », les robots déréglés qui mettent en péril leur entourage. Avec sa partenaire Karen, ils enquêtent sur un trafic de puces électroniques permettant de transformer n'importe quel robot ménager en une machine à tuer.

## Fiche technique
- Titre français : Runaway : L'Évadé du futur
- Titre original : Runaway
- Réalisation : Michael Crichton
- Scénario : Michael Crichton
- Musique : Jerry Goldsmith
- Photographie : John A. Alonzo
- Montage : Glenn Farr
- Production : Michael I. Rachmil
- Sociétés de production : Tristar Pictures & Delphi III Productions
- Société de distribution : Tristar Pictures
- Pays :  États-Unis
- Langue : Anglais
- Format image/son : Couleur - Dolby - 35 mm - 2.35:1
- Genre : Science-fiction
- Durée : 96 min
- Dates de tournage : mai 1984 à novembre 1984
- Lieux de tournage :
  - Moses Lake, Washington, États-Unis
  - Seattle, Washington, États-Unis
  - Toronto, Ontario, Canada
  - Vancouver, Colombie-Britannique, Canada
- Dates de sortie :
  - États-Unis : 14 décembre 1984
  - France : 7 août 1985
- Date de sortie DVD : 19 juillet 2005 chez Columbia/Tristar

## Distribution
- Tom Selleck (VF : Pierre Hatet) : Le sergent Jack R. Ramsay
- Cynthia Rhodes (VF : Frédérique Tirmont) : L'officier Karen Thompson
- Gene Simmons (VF : Hervé Bellon) : Dr Charles Luther
- Kirstie Alley (VF : Elisabeth Margoni) : Jackie Rogers
- Stan Shaw (VF : Emmanuel Gomès Dekset) : Le sergent Marvin James
- G. W. Bailey (VF : Marc de Georgi) : Le chef de la police
- Joey Cramer : Bobby Ramsay
- Chris Mulkey (VF : Richard Darbois) : David Johnson
- Elizabeth Norment (VF : Martine Messager) : Mlle Shields
- Michael Paul Chan (VF : Marc François) : Wilson
- Carol Teasdale : Sally
- Jackson Davies (VF : Bernard Murat) : Jerry
- Paul Batten (VF : Philippe Peythieu) : Harry
- Marilyn Schreffler (VF : Évelyn Séléna) : Lois (voix)
- Betty Phillips : Linda
- Andrew Rhodes : Le cadreur

## Anecdote
- À la 22e minute du film, Tom Selleck vient éteindre la mini-télé que son fils est en train de regarder sous son lit. On voit clairement qu'il se saisit en fait d'une autre télé cachée sous le drap. Cette autre mini-télé est déjà éteinte et Tom Selleck fait semblant de l'éteindre. Un examen plus approfondi de l'image permet même de comprendre que l'image de la mini-télé est fixe. Cette erreur montre que la conception d'appareils portables relevait à l'époque de l'anticipation[C'est-à-dire ?] de la part des scénaristes.
- Lorsque Ramsey veut pénétrer dans la maison pour sauver un bébé menacé par un robot devenu tueur, on entend à l'intérieur le robot tirer 3 coups de feu. Il en tire ensuite un 4e qui tue un cadreur de la télévision. Il tire encore deux fois sur Ramsey dans la maison à travers une porte, puis effectue un dernier tir sur Ramsey avant d'être éliminé, ce qui fait 7 coups de feu. Et pourtant, un gros plan final sur le robot montre clairement qu'il s'agit d'un revolver à barillet de 6 coups.
- Pour Gene Simmons, il s'agit du premier tournage en dehors de Kiss.